# Caparo
Caparo es una localidad de Trinidad y Tobago, que forma parte de la región de Couva-Tabaquite-Talparo.

## Geografía
La localidad abarca parte de la isla Trinidad y limita al norte con Todd's Road, Ravine Sable y Todd's Station al sur con Chickland, Brasso Caparo Village y Flanagin Town al este con Todd's Station, Mamoral No. 2 y Flanagin Town y al oeste con Todd's Road y Arena.

## Demografía
Datos demográficos de la localidad de Caparo:
| Gráfica de evolución demográfica de Caparo entre 2000 y 2011 |
|                                                              |